# 136273 Csermely
A 136273 Csermely (ideiglenes jelöléssel (136273) 2003 YT107) a Naprendszer kisbolygóövében található aszteroida. Sárneczky Krisztián fedezte fel 2003. december 25-én.